# BETA
BETA — чисто объектно-ориентированный язык «скандинавской школы», начатой первым в мире объектно-ориентированным языком Simula. Поддерживает также процедурный и функциональный методологии программирования. BETA, подобно Симуле, Эйфелю и C++ — это строго типизированный язык преимущественно статической типизацией (проверкой типов на стадии компиляции). Язык BETA имеет ряд уникальных особенностей.

## История
Кристен Нюгор (один из авторов Симулы) Ole Lehrmann Madsen, Birger Møller-Pedersen и Bent Bruun Kristensen начали в 1975—1976 гг. работу над новым объектно-ориентированным языком в рамках The Joint Language Project (проекта сочленённого языка). Работа над новым языком велась на факультете информатики (англ. Computer Science Department), Орхуского университета (DAIMI). Как и в случае с Симулой этот проект был ориентирован на имитационное моделирование. По словам авторов языка, изначально этот проект планировалось закончить за год-два. Фундаментом для разработки было спроектированное (но так и не реализованное) проблемно-ориентированное расширение языка Simula под названием Delta, новый язык было решено назвать Gamma.
В ноябре 1976, по причине отсутствия прогресса в работе на проектом, было решено разделить его на 6 подпроектов, одним из которых и стал язык Beta — он планировался как достаточно низкоуровневый «язык реализации» для языка Gamma. Однако, в процессе работы над языком в 1978—1979 гг. было решено не ограничиваться языком реализации, и он вырос в полноценный язык — наследник Симулы, предназначенный как для имитационного моделирования, так и являющийся универсальным языком общего назначения. При этом новый язык должен был стать заметно эффективней в реализации, чем Симула. В 1981 г. был готов «Обзор языка программирования BETA», послуживший основой для первой реализации языка, которая была готова в 1983.
В 1988 создатели языка BETA основали компанию Mjølner Informatics Ltd., которая выпустила в 1992 коммерческую, кроссплатформенную RAD-среду программирования на языке BETA Mjølner (в настоящее время распространяется как freeware). GUI фреймвок Mjølner называется Lidskjalv и построен поверх библиотеки виджетов Motif (может также использовать LessTif). Интересный факт, что одними из первых коммерческую лицензию на Mjølner system приобрели Джеймс Гослинг и Билл Джой.

## Основы синтаксиса
Для объявления статических переменных используются конструкции вроде:
```
i: @integer;
r: @real;
```

Динамических:
```
i: ^integerObject
```

Присваивание в BETA обозначается как значение -> переменная, допустимы множественные присваивания.
```
2 -> i         (* присвоить значение 2 переменой i *)
i -> j         (* присвоить значение i переменой j *)
i*j -> k       (* присвоить значение i*j переменой k *)
(i,j) -> (x,y) (* присвоить значение i переменой x и
                *           значение j переменой y
                *)
```

Управляющие конструкции в терминах языка BETA называются императивами. Их там всего две, if (может имеет несколько ветвей then, выполняя роль операторов типа switch или select … case) и for (имеющий множество вариаций). Их синтаксис слегка напоминает синтаксис подобных конструкций в Algol 68.
```
(if x
// 17 then …
// 33 then …
// y+3 then …
else …
if);

(if (x>0) and (y<0)
// True then …
// False then …
if)
```

```
(if true
// (x<0) and (y=0) then …
// (x=0) and (y=0) then …
// x>=0 then …
if)
```

## Механизмы абстракции
В BETA имеются мощные механизмы абстракции для поддержки идентификации, классификации и композиции объектов. Классы, процедуры, функции, сопрограммы, процессы, исключения — все они объединены в единую концепцию шаблонов. С этой концепцией связаны понятия подшаблонов, виртуальных шаблонов и шаблонных переменных. Классы, подклассы и виртуальные процедуры (методы) имеются в большинстве объектно-ориентированных языков, некоторые языки включают процедурные переменные. Но в BETA возможно наследование, «виртуализация» и определение переменных для шаблонов любых типов: классов, процедур, сопрограмм и т. д. Кроме того для шаблонов языка BETA имеются механизмы обобщённого программирования. Объекты языка BETA, как и объекты Симулы — это активные объекты, они, подобно сопрограммам, позволяют квазипараллельное выполнение.
Имеется возможность объявлять объекты, не относящиеся к какому то шаблону (то есть являющимся единственным экземпляром своего класса, см. шаблон проектирования синглтон).
Объекты и шаблоны объектов могут быть определены как композиция других объектов и шаблонов. Имеются три способа такой композиции:
- Включение всего объекта в объект композицию.
- Включение в объект ссылки на другой объект.
- Объект или шаблон может включать вложенный, локальный шаблон (см. внутренний класс).

## Пример объявления
```
Employee:
  (# name: @ Text;
    birthday: @ Date;
    dept: ^ Department;
    totalHours: @ Integer;
    RegisterWork:
      (#  noOfHours: @ Integer
      enter noOfHours
      do noOfHours + totalhours -> totalHours
      #);
    ComputeSalary:<
      (#  salary: @ integer
      do inner
      exit salary
      #);
  #);
```

```
Worker: Employee
  (#  seniority: @ integer;
      ComputeSalary::< 
        (#do noOfHours*80+seniority*4 -> salary; 0 -> totalHours #)
  #);
```

```
Salesman: Employee
  (#  noOfSoldUnits: @ integer;
    ComputeSalary::< 
      (#do noOfHours*80+noOfSoldUnits*6 -> salary;
        0 -> noOfSoldUnits -> totalHours
      #)
  #)
 
mary: @ Worker
```

```
theForeman: ^ Worker

mary[] -> theForeman[]

&Worker[] -> theForeman[]

president: @ Employee(#ComputeSalary::< (#do BIG -> salary #) #)
```